# Академическая гребля на летних Олимпийских играх 2008 (квалификация)
Каждый НОК мог выставить по одному судну в каждой из дисциплин.
| Событие                                                 | Дата                         | Место проведения |
| ------------------------------------------------------- | ---------------------------- | ---------------- |
| Чемпионат мира по академической гребле 2007             | 26 августа - 2 сентября 2007 | Германия         |
| Африканская Олимпийская квалификационная регата         | 19-21 июля 2007              | Алжир            |
| Латино-американская Олимпийская квалификационная регата | 16-18 ноября 2007            | Бразилия         |
| Азиатская Олимпийская квалификационная регата           | 25-27 апреля 2008            | Китай            |
| Финальная Олимпийская квалификационная регата           | 15-18 июня 2008              | Польша           |

| Дисциплина                                   | ЧМ 2007 | Азия                                                           | Африка                           | Латинская Америка                                          | Финал                                 | Приглашения       | Всего   |
| Мужчины                                      | Мужчины | Мужчины                                                        | Мужчины                          | Мужчины                                                    | Мужчины                               | Мужчины           | Мужчины |
| -------------------------------------------- | --- | -------------------------------------------------------------- | -------------------------------- | ---------------------------------------------------------- | ------------------------------------- | ----------------- | ------- |
| Одиночка                                     | Новая Зеландия · Чехия · Норвегия · Великобритания · Германия · Швеция · Бельгия · Аргентина · Швейцария · Нидерланды · Австралия | Китай · Индия · Иран · Гонконг · Узбекистан · Китайский Тайбэй | Египет · Алжир · Камерун · Кения | Бразилия · Мексика · Чили · Венесуэла · Уругвай · Колумбия | США · Литва · Эстония · Греция        | Гондурас · Монако | 33      |
| Двойка парная                                | Австралия · Новая Зеландия · Великобритания · Франция · ЮАР · Сербия · Польша · США · Германия · Хорватия · Дания                 | -                                                              | -                                | -                                                          | Канада · Италия · Чехия               | -                 | 14      |
| Двойка распашная без рулевого                | Словения · Франция · Эстония · Великобритания · Беларусь · Новая Зеландия · Хорватия · Австралия · США · Германия · Бельгия ·     | -                                                              | -                                | -                                                          | Китай · Россия · Болгария             | Ирак              | 15      |
| Четвёрка парная                              | Новая Зеландия · Италия · Нидерланды · Великобритания · Словения · Франция · Чехия · США · Германия · Ирландия · Беларусь ·       | -                                                              | -                                | -                                                          | Австралия · Китай                     | -                 | 13      |
| Четвёрка распашная без рулевого              | Польша · Франция · Германия · Италия · Чехия · Украина · Россия · Эстония · США · Австралия · Куба ·                              | -                                                              | -                                | -                                                          | Беларусь · Словения                   | -                 | 13      |
| Восьмёрка                                    | Канада · Германия · Великобритания · США · Польша · Китай · Австралия ·                                                           | -                                                              | -                                | -                                                          | Нидерланды                            | -                 | 8       |
| Двойка парная (лёгкий вес)                   | Дания · Греция · Великобритания · Австралия · Италия · Япония · Венгрия · Германия · Китай · Франция                              | Гонконг · Индия · Республика Корея                             | Алжир                            | Куба · Бразилия · Уругвай                                  | Новая Зеландия · Португалия · Канада  | -                 | 20      |
| Четвёрка распашная без рулевого (лёгкий вес) | Великобритания · Франция · Италия · Канада · Китай · Дания · Австралия · Польша · Египет · Нидерланды · США ·                     | -                                                              | -                                | -                                                          | Германия · Ирландия                   | -                 | 13      |
| Женщины                                      | |                                                                |                                  |                                                            |                                       |                   |         |
| Одиночка                                     | Беларусь · Болгария · США · Чехия · Китай · Новая Зеландия · Франция · Польша · Швеция                                            | Республика Корея · Казахстан · Гонконг · Иран · Мьянма         | ЮАР · Египет · Зимбабве          | Чили · Бразилия · Куба · Аргентина · Сальвадор             | Австралия · Италия · Сербия · Испания | -                 | 26      |
| Двойка парная                                | Беларусь · Германия · Румыния · Австралия · Новая Зеландия · Китай · США · Канада                                                 | -                                                              | -                                | -                                                          | Франция · Великобритания              | -                 | 10      |
| Двойка распашная без рулевого                | Китай · Новая Зеландия · Великобритания · Румыния · Чехия · Германия · Италия · США                                               | -                                                              | -                                | -                                                          | Украина · Австралия                   | -                 | 10      |
| Четвёрка парная                              | Великобритания · Германия · Китай · Украина · Канада · США · Австралия                                                            | -                                                              | -                                | -                                                          | Россия                                | -                 | 8       |
| Восьмёрка                                    | США · Румыния · Великобритания · Австралия · Германия                                                                             | -                                                              | -                                | -                                                          | Канада · Нидерланды                   | -                 | 7       |
| Двойка парная (лёгкий вес)                   | Австралия · Финляндия · Дания · Германия · Греция · Китай · Канада · Великобритания                                               | Япония · Казахстан · Республика Корея                          | ЮАР                              | Куба · Мексика · Бразилия                                  | Нидерланды · США                      | -                 | 17      |
| Судна                                        | 129 | 17                                                             | 9                                | 17                                                         | 32                                    | 3                 | 207     |
| Спортсмены                                   | 402 | 23                                                             | 11                               | 23                                                         | 87                                    | 4                 | 550     |